# Eva Guttsman Ostwalt
Eva Denise Guttsman Ostwalt, geborene Lippmann, geschiedene Hesse (geboren am 2. April 1902 in Köln; gestorben am 13. Mai 2010 in Bethesda (Maryland)) war eine deutsche Überlebende des Holocaust. Sie wurde ab Anfang 1943 im KZ Ravensbrück inhaftiert und musste ab 1944 im Siemenslager Ravensbrück Zwangsarbeit leisten. Nach dem Zweiten Weltkrieg emigrierte sie in die Vereinigten Staaten und setzte sich bis ins hohe Alter für eine Entschädigung der Zwangsarbeiterinnen ein.

## Leben
Eva Lippmann wurde als älteste von drei Töchtern des jüdischen Ehepaares Emil und Else Lippmann in Köln geboren. Die Kaufmannsfamilie Lippman gehörte zu den assimilierten jüdischen Gemeindemitgliedern in Köln und legte Wert auf die künstlerische und musische Erziehung der Töchter. Nach dem Ersten Weltkrieg wollte Eva Lippman in Köln Kunst studieren und besuchte diverse Vorbereitungskurse, unter anderem 1919 einen Keramikkurs in Hameln. Aufgrund des Fehlens der Zugangsvoraussetzungen für ein Studium, dem Abschluss eines humanistischen Gymnasiums, absolvierte sie auf Drängen ihrer Mutter eine einjährige Ausbildung an einer Hauswirtschaftsschule in Rothenburg ob der Tauber.

### Ehe mit Karl Hesse
Zurück in Köln, arbeitete sie als Dekorateurin in einem großen Kölner Möbelgeschäft. Bei einem der zahlreichen Konzertabende in ihrem Elternhaus lernte sie 1923 den Mannheimer Cellisten Karl Hesse kennen, den sie am 12. Januar 1924 in Köln gegen den Widerstand ihrer Eltern heiratete. Als Hochzeitsgeschenk erhielt das Paar von Emil Lippmann eine Violine des italienischen Geigenbauers Francesco Ruggeri, die mit 50.000 Reichsmark versichert wurde.
Ein Jahr nach der Hochzeit wurde die gemeinsame Tochter Heidemarie geboren. Das Ehepaar bewohnte zunächst eine Wohnung in Müngersdorf in der Wendelinstraße 39. Nachdem Karl Hesse 1927 eine Stelle als Konzertmeister in Dresden angeboten wurde, zog die Familie in die Südvorstadt nach Dresden um. Nach dem Scheitern der Ehe Ende der 1920er Jahre gingen die Ehepartner getrennte Wege. Eva Hesse zog 1936 mit ihrer Tochter nach Meran, wo sie eine kleine Pension betrieb, um ihren Lebensunterhalt zu sichern.
Nachdem ihren Schwestern Gertrud und Käthe die Flucht nach Palästina und in die USA gelungen war, hoffte Eva Hesse auf ein Engagement ihres Ehemannes im Ausland, um den Repressionen durch die Nationalsozialisten zu entkommen. Das Angebot, eine Konzertmeisterstelle in Basel zu übernehmen, lehnte Karl Hesse ab. Am 11. Januar 1938 wurde die Ehe auf Antrag von Eva Hesse geschieden. Damit verlor sie jeglichen Schutz, den ihr die so genannte privilegierte Mischehe noch eingeräumt hatte. Nachdem 1938 der Reisepass von der deutschen Botschaft in Rom nicht verlängert worden war, musste Eva Hesse mit ihrer Tochter nach Köln zurückkehren. Aus Sorge um ihre Tochter gab sie das Sorgerecht an Karl Hesse ab. Sie sah ihre Tochter nur noch gelegentlich bei Besuchen in Dresden.

### Verhaftung und KZ Ravensbrück
Das öffentliche Leben für Juden wurde nach den Novemberpogromen 1938 weiter eingeschränkt. Nach dem Tod des Vaters versuchten Else Lippmann und ihre Tochter durch den Verkauf von Immobilien und Mobiliar zu überleben. Im April 1941 bemühte sich Eva Hesses Cousin Karl Hamm um die Ausreise von Else Lippmann und ihrer Tochter in die Vereinigten Staaten und hinterlegte die entsprechende Kaution. Der Ausreise wurde jedoch nicht stattgegeben.
Im Frühsommer 1942 wurde Else Lippmann zugetragen, dass ihre Deportation unmittelbar bevorstehen würde. Mit Hilfe eines befreundeten Ehepaares und der Familie Ballin tauchte sie in Wiesbaden unter. Ihre Tochter Eva besorgte auf dem Schwarzmarkt Lebensmittelkarten für die Mutter. Im September 1942 wurde die Mutter in Wiesbaden und Eva Hesse in Köln von der Gestapo verhaftet und in das Gefängnis Klingelpütz gebracht. Während Eva Hesse nach drei Monaten Dunkelhaft mit der Häftlingsnummer 22970 ins KZ Ravensbrück deportiert wurde, blieb die Mutter bis zu ihrer Deportation nach Auschwitz vermutlich bis Ende 1943 im Kölner Gefängnis. Die Schwägerin von Else Lippmann, Albine Nagel, organisierte die Versorgung der Inhaftierten.
In Ravensbrück musste Eva Hesse zunächst körperlich schwere Arbeit verrichten und später Kleider und Socken für die Aufseher nähen und stricken. Im Sommer 1944 wurde sie in das nahegelegene Siemens-Arbeitslager umgesiedelt und zur Zwangsarbeit verpflichtet. Dort musste sie vorwiegend in zehnstündigen Nachtschichten Kondensatoren wickeln und am Fließband arbeiten. Im Lager erhielt sie einmal im Monat zensierte Post von ihrer Tochter Heidemarie, die darin das Leben in Dresden in den letzten Kriegsjahren beschrieb. Diese Briefe befinden sich heute im United States Holocaust Memorial Museum.
Vor der heranrückenden Front wurde das KZ Ravensbrück Ende April 1945 geräumt und die Insassen wurden auf den Todesmarsch nach Westen geschickt. Eva Hesse konnte während eines Fliegerangriffs in der zweiten Nacht fliehen und wurde von einem Mann völlig entkräftet und bis auf 41 kg abgemagert am 2. Mai 1945 in das städtische Krankenhaus in Malchow gebracht. Hier wurde sie drei Monate aufgrund der starken Unterernährung und Avitaminose behandelt.
Nach ihrer Entlassung aus dem Krankenhaus begab sich Eva Hesse umgehend nach Dresden, um nach ihrer Tochter Heidemarie zu suchen. Sie musste erfahren, dass ihre Tochter, gemeinsam mit ihrer Schwiegermutter und Schwägerin, während der Bombenangriffe am 13. Februar 1945 im Haus Bankstraße 9 ums Leben gekommen war.

### Nachkriegsdeutschland und Auswanderung
In der nächsten Zeit kam sie zunächst bei der Ballin-Verwandtschaft in Seesen unter, da auch das Haus in Köln durch Bombenangriffe zerstört worden war. 1946 siedelte sie nach Kempfenhausen über und traf einen Jugendfreund, den Silberschmied Heinz Peter Guttsmann, der während der Zeit des Nationalsozialismus im Ghetto Theresienstadt inhaftiert gewesen war. Im April 1947 heiratete das Paar in Berg am Würmsee. Am 6. März 1947 schloss sich Eva Guttsmann der Vereinigung der Verfolgten des Nationalsozialismus an. Nachdem Eva und Heinz Peter Guttsmann für sich als Juden im Nachkriegsdeutschland keine Zukunft gesehen hatten, entschlossen sie sich Ende 1947 zur Auswanderung in die USA. Heinz P. Guttsmann legte seine Gründe für die Auswanderung in einem Leserbrief der Zeitung Neue Welt im November 1947 dar:

„Es sind nicht die großen Untaten wie Gräberschändungen: es sind die täglichen kleinen Nadelstiche, die einem das Leben zum Martyrium machen. ... Wir sind Menschen, die unsere Heimat liebten und an das Bessere im Volk glaubten. Wir litten in unserer Heimat mit der Hoffnung im Herzen, daß die Vernunft zurückkehre. Es war umsonst! Unser Leiden, der Tod von Millionen... umsonst! ‚Umsonst‘ ..., ein tragisches Wort als Abschluss einer Epoche, an deren Ende die Worte ‚Nie wieder!‘ hätten stehen sollen. Ein erschütterndes Fazit für einen Menschen, der lieber in der Fremde den Rest seines Lebens verbringen will, als noch weiter ein ... ‚Opfer des Faschismus‘ zu sein.“

### Vereinigte Staaten von Amerika
Eva Guttsmann und ihr Ehemann ließen sich mit Unterstützung der bereits in die Vereinigten Staaten emigrierten Familienangehörigen in Washington, D.C. nieder. Am 25. Juni 1953 erhielten sie die amerikanische Staatsbürgerschaft. Bei ihrer Einbürgerung änderten beide ihre Namen in: Eva Denise Guttsman Ostwalt und Harry Peter Ostwalt. Als Familiennamen wählten sie den Geburtsnamen von Heinz P. Guttsmanns Mutter, Ostwalt. In den USA setzte sie sich weiter intensiv für eine Entschädigung für die Haftzeit und die Zwangsarbeit im Siemens-Arbeitslager ein. Im April 1956 erhielt sie vom Bayrischen Landesentschädigungsamt für 31 Monate Haft im Gefängnis und KZ Ravensbrück eine Entschädigung von 4650 DM zugesprochen.
Nach einem Rechtsstreit erhielt Eva Guttsman Ostwalt die Ruggeri-Geige ihres Vaters zurück, die in Boston verkauft wurde, um den Lebensunterhalt in den Vereinigten Staaten zu sichern. Auch nach dem Tod ihres Mannes arbeitete Eva Guttsman Ostwalt bis 1974 zur Sicherung ihres Lebensunterhaltes als Verkäuferin und als Dekorateurin in Silver Spring. Bis ins hohe Alter kämpfte sie um eine Entschädigung für die Zwangsarbeit im Siemens-Arbeitslager. Im Alter von 97 Jahren erhielt sie 1999 schließlich eine Entschädigung vom Siemens Humanitarian Relief Fund for Forced Laborers. Nach einem Sturz im Haushalt im Jahr 2005 musste sie ihr selbstständiges Leben aufgeben. Ihre letzten Lebensjahre verbrachte sie in einem Seniorenheim in einem Vorort von Washington. Eva Ostwalt starb am 23. Mai 2010 im Alter von 108 Jahren in Bethesda in Maryland.

## Rezeption

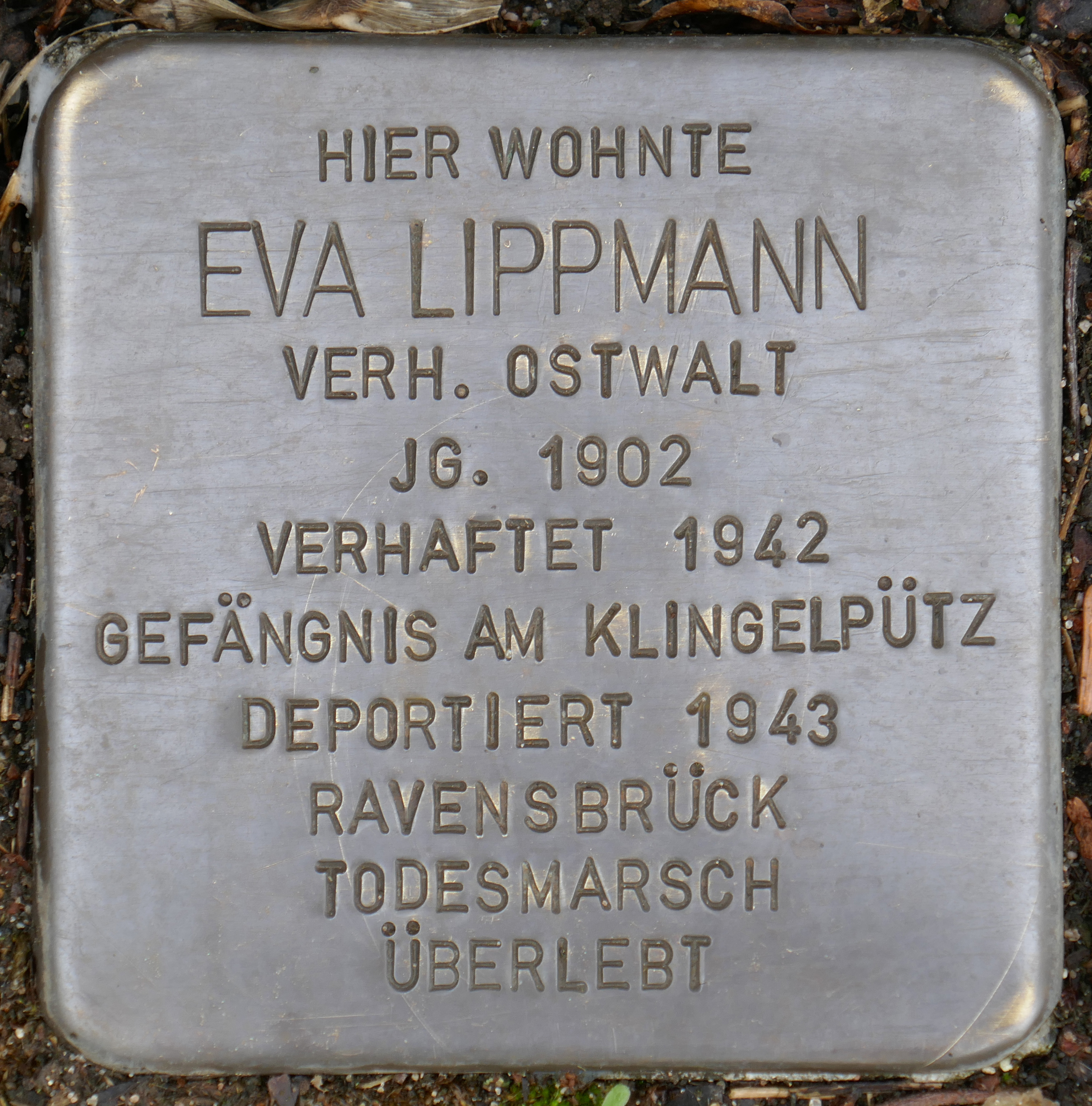
Stolperstein für Eva Lippmann in Köln-Lindenthal, Bachemer Straße 327

1999 veröffentlichte die Publizistin Dagmar Schröder-Hildebrand einen Teil der von Eva Hesse im KZ Ravensbrück gesammelten Kochrezepte von Lagerinsassinnen aus 15 Ländern, die sie während der Haft auf geschmuggelten Arbeitszetteln der Firma Siemens notiert hatte. Die gefangenen Frauen im KZ Ravensbrück hatten sich in den Zeiten größter Entbehrungen und Hungers an ihre Lieblingsgerichte aus der Heimat erinnert, die Hesse heimlich aufgezeichnet hatte. So entstand im Laufe der Zeit eine Sammlung von über 100 Rezepten. Im Zuge der Veröffentlichung des Kochbuches gab sie Dagmar Schröder-Hildebrand zahlreiche Interviews, aus denen die Autorin Eva Ostwalts Lebensgeschichte in „Ich sterbe vor Hunger!“ Kochrezepte aus dem Konzentrationslager Ravensbrück niedergeschrieben hat.
2008 wurde ihr Leben von dem Dokumentaristen Michael Marton im Auftrag vom WDR verfilmt. Der 45-minütige Film Lust am Leben – Mit 103 in Amerika, wurde am 26. März 2008 in der ARD gezeigt. Im gleichen Jahr erschien in den USA der 60-minütige Dokumentarfilm To Live, What Else! über das Leben von Eva Ostwalt.
Im Kölner Stadtteil Lindenthal verlegte der Künstler Gunter Demnig vor dem ehemaligen Grundstück der Familie in der Bachemer Straße 327 zum Andenken Stolpersteine für Eva Lippmann und ihre Eltern.

## Werke über Eva Guttsman Ostwalt
- Dagmar Schroeder-Hildebrand: „Ich sterbe vor Hunger!“ Kochrezepte aus dem Konzentrationslager Ravensbrück. Donat-Verlag, Bremen 1999, ISBN 3-931737-87-X.
- Michael Marton, Eva Ostwalt: To Live, What Else! Film 2008.
- Michael Marton, Eva Ostwalt: Lust am Leben – Mit 103 in Amerika. Film 2008.